# Greg Ball
Greg Ball (ur. 29 maja 1974 w Ipswich) – australijski niepełnosprawny kolarz. Brązowy medalista paraolimpijski z Pekinu w 2008 roku.

## Medale Igrzysk Paraolimpijskich

### 2008
- – Kolarstwo – trial na czas – 1 km – LC 3–4